# Hans Rampf
Hans Rampf (2. února 1931, Bad Tölz, Německo – 5. května 2001, Murnau am Staffelsee, Německo) byl německý lední hokejista a později hokejový trenér.

## Hráčská kariéra

### Klubová kariéra
S hokejem začínal v EC Bad Tölz, kde také odehrál většinu kariéry. V německé hokejové lize působil aktivně v letech 1948 až 1964, celkem odehrál 640 utkání. Od roku 1961 tým Bad Tölz také trénoval a v této dvojité funkci jej v roce 1962 dovedl k titulu německého mistra. Poslední sezónu jako aktivní hráč strávil ve druholigovém EC Holzkirchen.

### Reprezentační kariéra
V německé reprezentaci odehrál 101 utkání, v nichž vstřelil 18 gólů. Účastnil se zimních olympijských her v letech 1956 a 1960 a devíti turnajů mistrovstvích světa. Jeho největším mezinárodním úspěchem byla stříbrná medaile z mistrovství světa v roce 1953.

## Trenérská kariéra
Trenérské profesi se na plný úvazek začal věnovat v roce 1965. Nejprve působil v Düsseldorfer EG, který v roce 1967 dovedl k mistrovskému titulu. Později trénoval další německé kluby – SC Riessersee, Augsburger EV, „mateřský“ Bad Tölz a EV Landshut. V letech 1977 až 1981 působil ve funkci trenéra německé reprezentace, kterou dovedl nejvýše k pátému místu na MS 1978. Poté se až do roku 1996 věnoval vzdělávání hokejových trenérů.

## Úspěchy a ocenění
Týmové
- stříbrná medaile na MS 1953
- titul německého mistra v roce 1962 (jako hrající trenér s EC Bad Tölz)
- titul německého mistra v roce 1967 (jako trenér s Düsseldorfer EG)

Individuální
- člen Síně slávy německého hokeje
- člen Síně slávy Mezinárodní hokejové federace (od roku 2001)